# Scholengemeenschap Groenewald
Scholengemeenschap Groenewald is een onderwijsinstituut in Stein in de Nederlandse provincie Limburg. De school is een instituut voor regulier onderwijs met een katholieke levensbeschouwing, en biedt de niveaus VMBO (vmbo-k en vmbo-t), HAVO, atheneum, gymnasium.

## Geschiedenis
De school kende vooral in de beginjaren een explosieve groei: van circa 200 leerlingen in het eerste jaar (1973-1974) naar bijna 650 leerlingen in schooljaar 1974-1975, om weer een jaar later uit te groeien tot een leerlingenaantal van 800. Een probleem was dat de school lange tijd voornamelijk uit noodlokalen bestond.
In die beginjaren van de school moest er tevens een "rampenplan" worden opgesteld, aangezien de school op 500 meter afstand van een naftakraker van het bedrijf DSM lag.
In 1982 kreeg de school een subsidie voor de bouw van een nieuw schoolgebouw. Deze subsidie was het resultaat van een regionaal stimuleringsplan door de landelijke overheid.
Eind jaren 1980 werden naar aanleiding van een lerarentekort in met name de exacte vakken door Groenewald leraren geworven in België.
In 1992 was er een uitwisselingsprogramma met een Russische school, waarbij leerlingen van de Loganson Kunstschool uit Sint-Petersburg kunstwerken exposeerden in de school. In 1994 stonden twee leerlingen in de landelijke finale van de Nieuwskwis uit de krant.
De Provinciale Zeeuwse Courant schreef in 2019 dat vanaf het eerste schooljaar sinds 2015 bij de lessen Frans vrijwel uitsluitend door de docenten Frans gesproken werd. Het accent ligt daarbij niet op het uit het hoofd leren van theorie en woordjes. Van de leerlingen werd verwacht dat ze in het Frans terug praatten. De school achtte dit een effectievere en prettigere lesmethode.